# Transition (tidskrift)
Transition är en svensk tidskrift som vänder sig till utövare av actionsporter och har en upplaga på 14 000 exemplar. Målgruppen är läsare i åldersspannet 12-35 år och är intresserad av actionsport, musik samt streetkultur.